# Unione Sportiva Triestina Calcio 1983-1984
Questa voce raccoglie le informazioni riguardanti l'Unione Sportiva Triestina Calcio nelle competizioni ufficiali della stagione 1983-1984.

## Stagione
Neopromossa in Serie B, la squadra conquistò un'agevole salvezza piazzandosi al nono posto. Il 1º marzo 1984, al termine del sentitissimo derby d'andata di Coppa Italia contro l'Udinese, terminato a porte inviolate, vi furono scontri tra le due tifoserie e le forze dell'ordine caricarono, uccidendo per errore il giovane ventenne alabardato Stefano Furlan, scambiato per un ultras solo perché indossava una sciarpa e si trovava suo malgrado, al posto sbagliato nel momento sbagliato.

## Divise e sponsor
Lo sponsor tecnico per la stagione 1983-1984 fu Bettina, mentre quello ufficiale fu Fissan. La divisa casalinga aveva il collo a "V" con o senza polo.
| Casa | Trasferta |

## Rosa
| N. |                   | Ruolo | Calciatore            |
| -- | ----------------- | ----- | --------------------- |
|    | Italia (bandiera) | D     | Gianni Ardizzon       |
|    | Italia (bandiera) | A     | Tiziano Ascagni       |
|    | Italia (bandiera) | D     | Maurizio Braghin      |
|    | Italia (bandiera) | C     | Giovanni Calvani      |
|    | Italia (bandiera) | D     | Vincenzo Chiarenza    |
|    | Italia (bandiera) | D     | Maurizio Costantini   |
|    | Italia (bandiera) | C     | Luigino Dal Prà       |
|    | Italia (bandiera) | A     | Franco De Falco       |
|    | Italia (bandiera) | A     | Giorgio De Giorgis    |
|    | Italia (bandiera) | C     | Valentino Leonarduzzi |
|    | Italia (bandiera) | D     | Giuseppe Mascheroni   |

| N. |                   | Ruolo | Calciatore         |
| -- | ----------------- | ----- | ------------------ |
|    | Italia (bandiera) | P     | Enrico Nieri       |
|    | Italia (bandiera) | C     | Massimo Pedrazzini |
|    | Italia (bandiera) | P     | Mauro Pelosin      |
|    | Italia (bandiera) | C     | Carlo Perrone      |
|    | Italia (bandiera) | A     | Corrado Pescatori  |
|    | Italia (bandiera) | D     | Pasquale Piccinin  |
|    | Italia (bandiera) | C     | Francesco Romano   |
|    | Italia (bandiera) | C     | Ferdinando Ruffini |
|    | Italia (bandiera) | D     | Andrea Stimpfl     |
|    | Italia (bandiera) | C     | Rosolo Vailati     |
|    | Italia (bandiera) | P     | Giuseppe Zinetti   |

## Risultati

### Serie B

#### Girone di andata
| 11 settembre 1983 1ª giornata | Triestina | 0 – 0 | Palermo |  |

| 18 settembre 1983 2ª giornata | Monza | 3 – 0 | Triestina |  |

| 25 settembre 1983 3ª giornata | Triestina | 2 – 2 | Perugia |  |

| 2 ottobre 1983 4ª giornata | Varese | 2 – 1 | Triestina |  |

| 9 ottobre 1983 5ª giornata | Triestina | 1 – 0 | Pistoiese |  |

| 16 ottobre 1983 6ª giornata | Triestina | 1 – 1 | Sambenedettese |  |

| 23 ottobre 1983 7ª giornata | Cavese | 1 – 0 | Triestina |  |

| 30 ottobre 1983 8ª giornata | Triestina | 1 – 1 | Lecce |  |

| 6 novembre 1983 9ª giornata | Cagliari | 2 – 1 | Triestina |  |

| 13 novembre 1983 10ª giornata | Triestina | 0 – 1 | Campobasso |  |

| 20 novembre 1983 11ª giornata | Cremonese | 0 – 2 | Triestina |  |

| 27 novembre 1983 12ª giornata | Triestina | 2 – 0 | Cesena |  |

| 4 dicembre 1983 13ª giornata | Padova | 1 – 0 | Triestina |  |

| 11 dicembre 1983 14ª giornata | Empoli | 0 – 0 | Triestina |  |

| 18 dicembre 1983 15ª giornata | Triestina | 1 – 1 | Arezzo |  |

| 31 dicembre 1983 16ª giornata | Atalanta | 1 – 1 | Triestina |  |

| 8 gennaio 1984 17ª giornata | Triestina | 3 – 2 | Pescara |  |

| 15 gennaio 1984 18ª giornata | Catanzaro | 0 – 1 | Triestina |  |

| 22 gennaio 1984 19ª giornata | Triestina | 2 – 0 | Como |  |

#### Girone di ritorno
| 29 gennaio 1984 20ª giornata | Palermo | 0 – 3 | Triestina |  |

| 5 febbraio 1984 21ª giornata | Triestina | 0 – 3 | Monza |  |

| 12 febbraio 1984 22ª giornata | Perugia | 0 – 0 | Triestina |  |

| 26 febbraio 1984 23ª giornata | Triestina | 1 – 0 | Varese |  |

| 4 marzo 1984 24ª giornata | Pistoiese | 3 – 1 | Triestina |  |

| 11 marzo 1984 25ª giornata | Sambenedettese | 0 – 0 | Triestina |  |

| 18 marzo 1984 26ª giornata | Triestina | 0 – 0 | Cavese |  |

| 25 marzo 1984 27ª giornata | Lecce | 0 – 1 | Triestina |  |

| 1º aprile 1984 28ª giornata | Triestina | 2 – 1 | Cagliari |  |

| 8 aprile 1984 29ª giornata | Campobasso | 1 – 1 | Triestina |  |

| 15 aprile 1984 30ª giornata | Triestina | 1 – 1 | Cremonese |  |

| 21 aprile 1984 31ª giornata | Cesena | 2 – 2 | Triestina |  |

| 29 aprile 1984 32ª giornata | Triestina | 1 – 1 | Padova |  |

| 6 maggio 1984 33ª giornata | Triestina | 0 – 0 | Empoli |  |

| 13 maggio 1984 34ª giornata | Arezzo | 1 – 0 | Triestina |  |

| 20 maggio 1984 35ª giornata | Triestina | 1 – 2 | Atalanta |  |

| 27 maggio 1984 36ª giornata | Pescara | 0 – 0 | Triestina |  |

| 3 giugno 1984 37ª giornata | Triestina | 3 – 2 | Catanzaro |  |

| 10 giugno 1984 38ª giornata | Como | 5 – 1 | Triestina |  |

## Statistiche

### Statistiche di squadra
| Competizione | Punti | In casa | In casa | In casa | In casa | In casa | In casa | In trasferta | In trasferta | In trasferta | In trasferta | In trasferta | In trasferta | Totale | Totale | Totale | Totale | Totale | Totale | DR |
| Competizione | Punti | G       | V       | N       | P       | Gf      | Gs      | G            | V            | N            | P            | Gf           | Gs           | G      | V      | N      | P      | Gf     | Gs     | DR |
| ------------ | ----- | ------- | ------- | ------- | ------- | ------- | ------- | ------------ | ------------ | ------------ | ------------ | ------------ | ------------ | ------ | ------ | ------ | ------ | ------ | ------ | -- |
| Serie B      | 38    | 19      | 7       | 9       | 3       | 22      | 18      | 19           | 4            | 7            | 8            | 15           | 22           | 38     | 11     | 16     | 11     | 37     | 40     | -3 |
| Coppa Italia |       | 4       | 3       | 1       | 0       | 6       | 1       | 3            | 1            | 1            | 1            | 1            | 4            | 7      | 3      | 2      | 2      | 7      | 5      | +2 |
| Totale       |       | 23      | 10      | 10      | 3       | 28      | 19      | 22           | 5            | 8            | 9            | 16           | 26           | 45     | 14     | 18     | 13     | 44     | 45     | -1 |

### Statistiche dei giocatori
| Giocatore      | Serie B  | Serie B | Serie B     | Serie B    | Coppa Italia | Coppa Italia | Coppa Italia | Coppa Italia | Totale   | Totale | Totale      | Totale     |
| Giocatore      | Presenze | Reti    | Ammonizioni | Espulsioni | Presenze     | Reti         | Ammonizioni  | Espulsioni   | Presenze | Reti   | Ammonizioni | Espulsioni |
| -------------- | -------- | ------- | ----------- | ---------- | ------------ | ------------ | ------------ | ------------ | -------- | ------ | ----------- | ---------- |
| G. Ardizzon    | 6        | 0       | ?           | ?          | ?            | ?            | ?            | ?            | 6+       | 0+     | ?           | ?          |
| T. Ascagni     | 6        | 0       | ?           | ?          | ?            | ?            | ?            | ?            | 6+       | 0+     | ?           | ?          |
| M. Braghin     | 33       | 0       | ?           | ?          | ?            | ?            | ?            | ?            | 33+      | 0+     | ?           | ?          |
| G. Calvani     | 1        | 0       | ?           | ?          | ?            | ?            | ?            | ?            | 1+       | 0+     | ?           | ?          |
| V. Chiarenza   | 27       | 1       | ?           | ?          | ?            | ?            | ?            | ?            | 27+      | 1+     | ?           | ?          |
| M. Costantini  | 22       | 0       | ?           | ?          | ?            | ?            | ?            | ?            | 22+      | 0+     | ?           | ?          |
| L. Dal Prà     | 25       | 1       | ?           | ?          | ?            | ?            | ?            | ?            | 25+      | 1+     | ?           | ?          |
| F. De Falco    | 33       | 14      | ?           | ?          | ?            | ?            | ?            | ?            | 33+      | 14+    | ?           | ?          |
| G. De Giorgis  | 36       | 11      | ?           | ?          | ?            | ?            | ?            | ?            | 36+      | 11+    | ?           | ?          |
| V. Leonarduzzi | 25       | 0       | ?           | ?          | ?            | ?            | ?            | ?            | 25+      | 0+     | ?           | ?          |
| G. Mascheroni  | 33       | 0       | ?           | ?          | ?            | ?            | ?            | ?            | 33+      | 0+     | ?           | ?          |
| E. Nieri       | 7        | -9      | ?           | ?          | ?            | ?            | ?            | ?            | 7+       | -9+    | ?           | ?          |
| M. Pedrazzini  | 6        | 0       | ?           | ?          | ?            | ?            | ?            | ?            | 6+       | 0+     | ?           | ?          |
| M. Pelosin     | 14       | -16     | ?           | ?          | ?            | ?            | ?            | ?            | 14+      | -16+   | ?           | ?          |
| C. Perrone     | 31       | 2       | ?           | ?          | ?            | ?            | ?            | ?            | 31+      | 2+     | ?           | ?          |
| C. Pescatori   | 7        | 0       | ?           | ?          | ?            | ?            | ?            | ?            | 7+       | 0+     | ?           | ?          |
| P. Piccinin    | 18       | 0       | ?           | ?          | ?            | ?            | ?            | ?            | 18+      | 0+     | ?           | ?          |
| F. Romano      | 38       | 7       | ?           | ?          | ?            | ?            | ?            | ?            | 38+      | 7+     | ?           | ?          |
| F. Ruffini     | 36       | 0       | ?           | ?          | ?            | ?            | ?            | ?            | 36+      | 0+     | ?           | ?          |
| A. Stimpfl     | 33       | 0       | ?           | ?          | ?            | ?            | ?            | ?            | 33+      | 0+     | ?           | ?          |
| R. Vailati     | 27       | 1       | ?           | ?          | ?            | ?            | ?            | ?            | 27+      | 1+     | ?           | ?          |
| G. Zinetti     | 17       | -15     | ?           | ?          | ?            | ?            | ?            | ?            | 17+      | -15+   | ?           | ?          |